# Aleksander Zgrzywa
Aleksander Józef Zgrzywa (zm. 28 sierpnia 2022) – polski informatyk i cybernetyk, dr hab.

## Życiorys
25 czerwca 1976 obronił pracę doktorską Modele procesów przepływu informacji w pamięciach dwupoziomowych z wykorzystaniem łańcuchów Markowa, 31 marca 1999 habilitował się na podstawie pracy zatytułowanej Ocena wydajności systemów informacyjnych metodami kolejkowymi. Został zatrudniony na stanowisku profesora w Zakładzie Systemów Komputerowych i Zastosowań Informatyki na Wydziale Nauk Technicznych i Ekonomicznych Państwowej Wyższej Szkole Zawodowej im. Witelona w Legnicy i w Wyższej Szkole Zarządzania i Finansów we Wrocławiu.
Awansował na stanowisko profesora nadzwyczajnego w Instytucie Informatyki na Wydziale Informatyki i Zarządzania Politechniki Wrocławskiej, oraz w Instytucie Informacji Naukowej i Bibliotekoznawstwa na Wydziale Filologicznym Uniwersytetu Wrocławskiego.
Był profesorem uczelni w Zakładzie Informatyki na Wydziale Nauk Technicznych i Ekonomicznych Collegium Witelona Uczelni Państwowej i Filii w Jeleniej Górze Politechniki Wrocławskiej.
Został pochowany na cmentarzu przy ul. Kiełczowskiej we Wrocławiu.

## Odznaczenia
- Srebrny Krzyż Zasługi (2000)[3]